# Aubin Fèligbé
Aubin Comlan Fèligbé, né le 1er octobre 1994 à Parakou au Bénin, est un écrivain, dramaturge et encadreur culturel béninois, auteur de deux ouvrages respectivement en 2018 et en 2024. Il est aussi le fondateur de l’association Sagboliss’Art.

## Biographie

### Origines et débuts
Aubin naît le 1er octobre 1994 à Parakou où il commence à se familiariser au monde théâtral en 2009 au lycée Mathieu Bouké dans sa ville natale. En 2015, il rejoint l’Union Culturelle et Artistique des Étudiants (Ucae) à l’Université d’Abomey-Calavi pour se perfectionner.

### Parcours professionnel
Il occupe le poste de directeur administratif du festival international Rencontre des Belles Images Africaines de Parakou avant d'être encadreur culturel de théâtre au ministère de la Culture de l’Art et de Tourisme.
Il lance sa première œuvre, À qui la faute ? suivie de La toilette, le 28 février 2018 à l'institut français de Parakou au Bénin. Ce recueil de nouvelles parle de la déviance et de la chute fatale d'un jeune souffrant du manque d'attention  et d'écoute en invitant les gouvernants africains à la reconstruction de l'Afrique.
Le 18 avril 2024, il sort officiellement son ouvrage, Un solitaire à 4 griffes, à l'institut français de Cotonou qui aborde une histoire d'amour sous la menace d'une rupture de fiançailles à l'approche du mariage,.

## Œuvres littéraires

### Recueil de nouvelles
(fr): À qui la faute? suivie de La toilette, Savane, 28 février 2018 (ISBN 9782379181627)

### Théâtre
(fr): Un solitaire à 4 griffes, Savane, avril 2024.